# Tajrish
Tajrish est un quartier du nord de Téhéran, la capitale de l'Iran, situé dans le district de Chemiran. Ces dernières années, ce quartier est devenu prisé par les classes aisées à cause de son faible niveau de pollution. En effet, cette partie de la ville est située le long des montagnes au nord de Téhéran. En 2006, le quartier possédait 86 000 habitants.

## Histoire
Jusqu'en 1970, Tajrish et sa voisine Chemiran (ou Shemiranat) étaient des ensembles de petits villages situés le long de la frontière de Téhéran, souvent choisis comme lieu de villégiature estivale par des habitants de la ville. 
Ce secteur était relativement isolé du cœur du tissu urbain de Téhéran, à l'exception de l'ancienne route de Chemiran, devenue l'avenue Chariati. La construction dans les années 1930 de l'avenue Pahlavi (actuelle avenue Vali-ye Asr) le connecte au reste de la ville ce qui permet son urbanisation. Avec l'augmentation de la population et le besoin de plus d'espace à partir de 1970, Tajrish gagne une population relativement dense.

## Aujourd'hui
Tajrish possède un vieux bazar ainsi que le mausolée de l'Imamzadeh Saleh. Tous deux sont des lieux touristiques.
La place Tajrish est l'une des parties les plus actives de Téhéran, avec des terminaux de bus et de taxi, des centres commerciaux comme le centre Tandis, et beaucoup de restaurants. Le rond-point de Tajrish est l'extrémité nord de l'avenue Vali-ye Asr, la plus longue avenue de Téhéran.

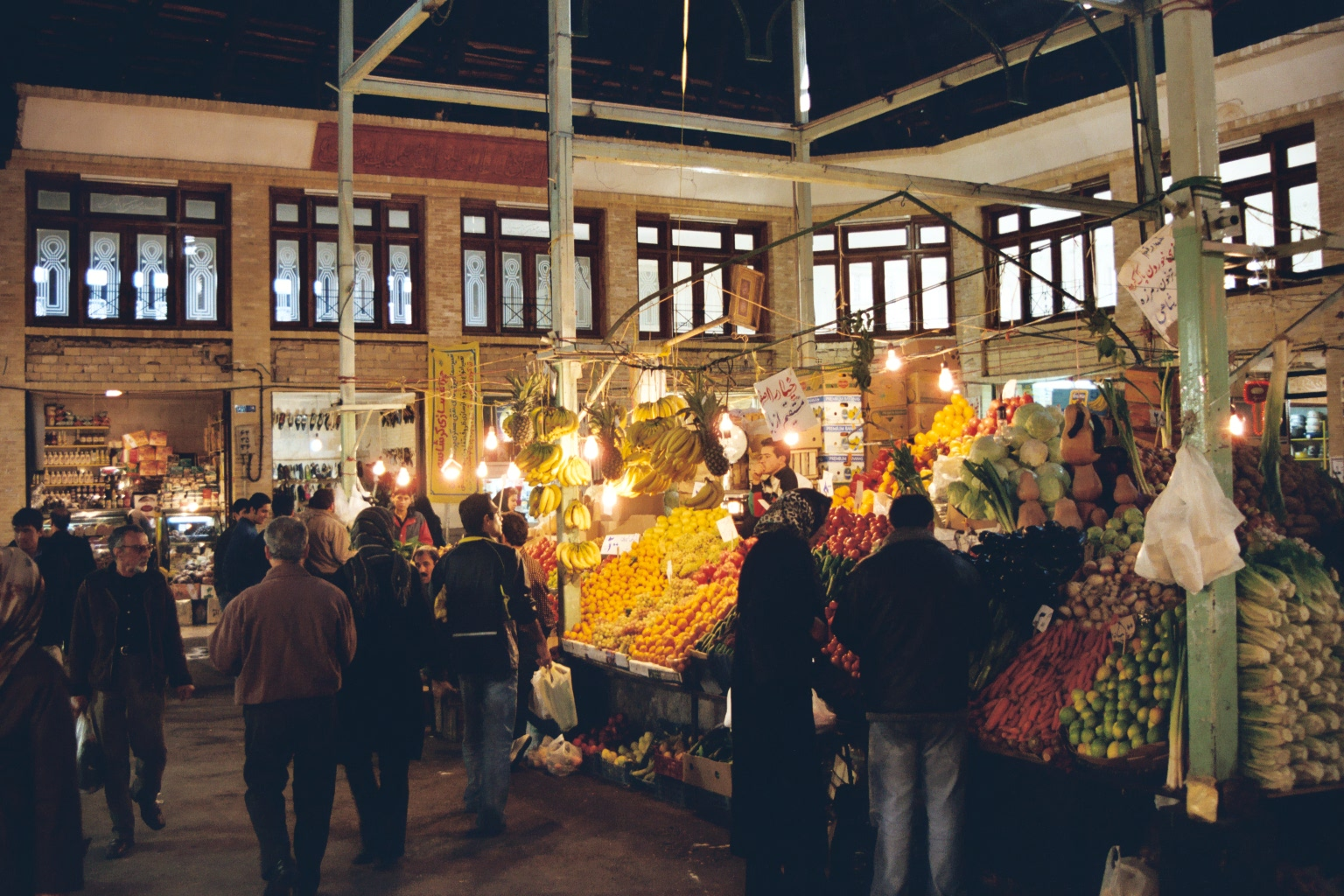
Le bazar aux fruits.
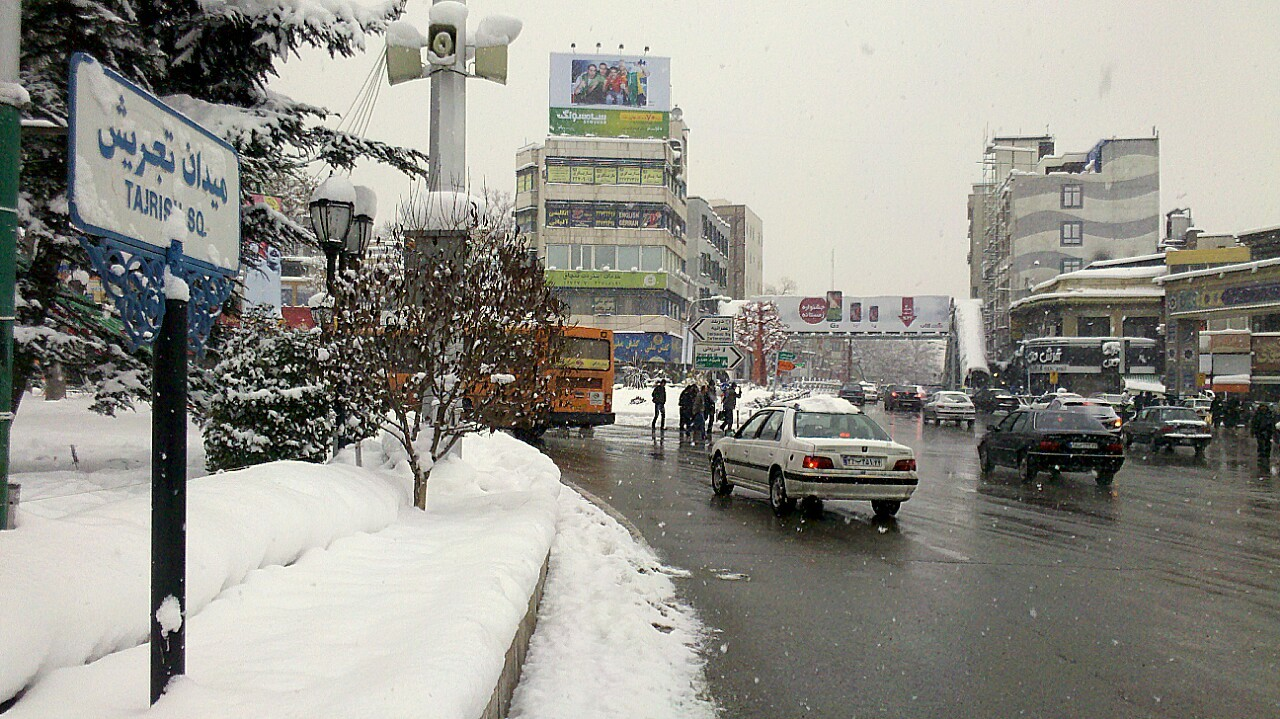
La place Tajrish en hiver.
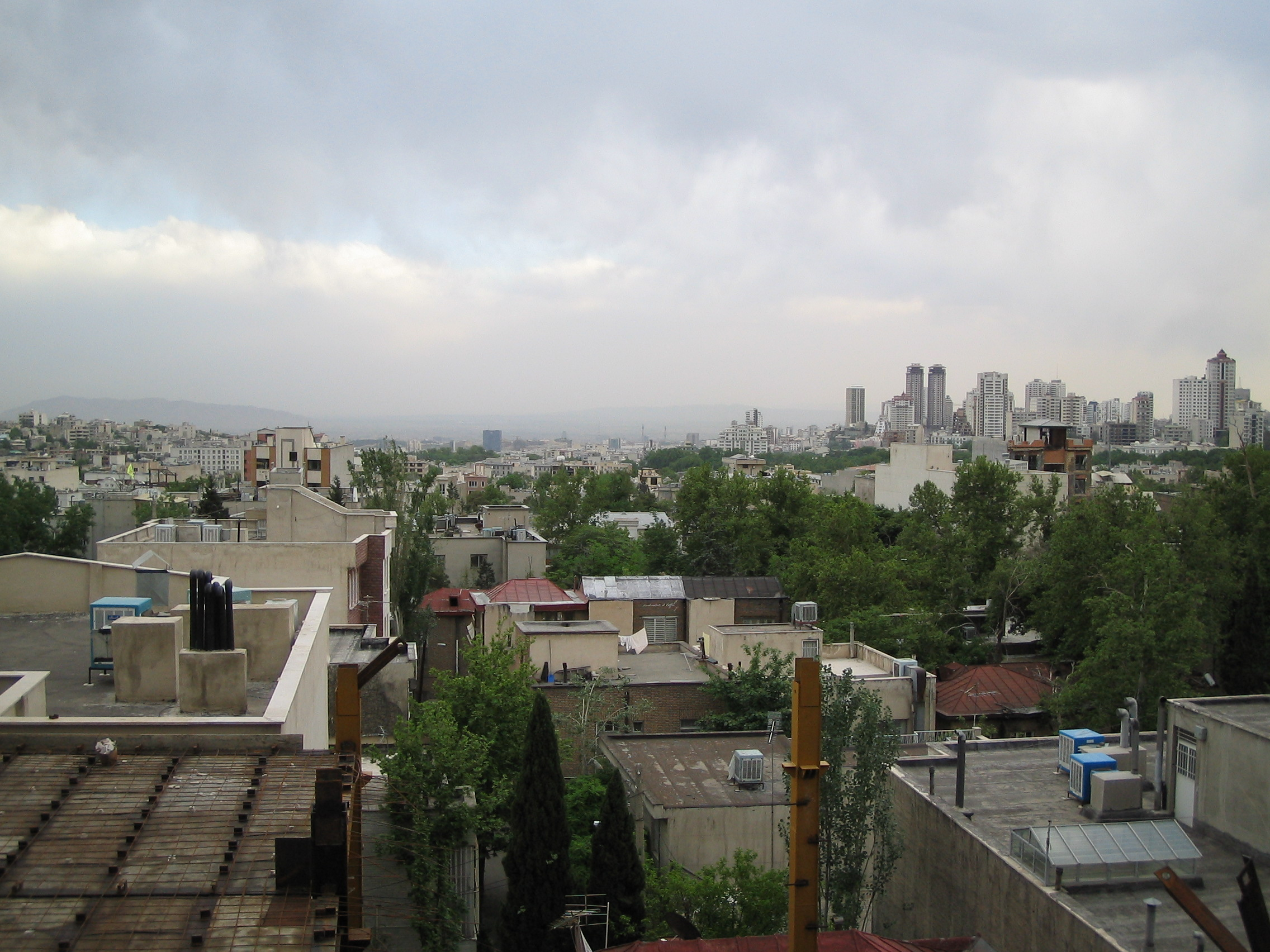
Téhéran vu de Tajrish.